# Daniel Sturridge
Daniel Andre Sturridge (ur. 1 września 1989 w Birmingham) – angielski piłkarz pochodzenia jamajskiego, który grał na pozycji napastnika. W latach 2011–2017 reprezentant Anglii. Uczestnik Mistrzostw Świata 2014 oraz Mistrzostw Europy 2016. Dwukrotny zwycięzca Ligi Mistrzów: raz z Chelsea w sezonie 2011/12 oraz drugi z Liverpoolem w sezonie 2018/19.

## Kariera klubowa
Wychowanek Aston Villi, jako junior grał również w Coventry City, zaś w 2003 roku trafił do Manchesteru City. 3 lutego 2007 zadebiutował w jego barwach w Premier League w przegranym 0:2 meczu z Reading, w którym zmienił w drugiej połowie Jorgosa Samaras. 27 stycznia 2008 strzelił pierwszego gola dla Manchesteru w spotkaniu pucharu Anglii z Sheffield United (1:2), natomiast trzy dni później zdobył debiutancką bramkę w angielskiej ekstraklasie w pojedynku z Derby County, zapewniając swojemu zespołowi remis 1:1. W sezonie 2008/2009 rozegrał w Premier League 16 meczów i strzelił cztery gole, ponadto regularnie występował w spotkaniach Pucharu UEFA.
3 lipca 2009 roku podpisał czteroletni kontrakt z Chelsea. W londyńskim zespole zadebiutował 18 sierpnia w wygranym 3:1 meczu z Sunderlandem, natomiast pierwsze dwa gole strzelił 3 stycznia 2010 w spotkaniu pucharu Anglii z Watford (5:0). W sezonie 2009/2010 wraz z Chelsea wywalczył mistrzostwo Anglii oraz zdobył puchar kraju – w finałowym pojedynku z Portsmouth wystąpił w końcówce, zmieniając Nicolasa Anelkę. W kolejnych rozgrywkach pełnił funkcję rezerwowego, co spowodowało, że 31 stycznia 2011 został wypożyczony do Boltonu. W nowym zespole wywalczył miejsce w podstawowym składzie, stanowił również o jego sile ofensywnej – w 12 pojedynkach strzelił osiem bramek, m.in. dwie w zakończonym zwycięstwem 3:0 meczu z West Ham United i jedną w wygranym 2:1 spotkaniu z Arsenalem.
W sezonie 2011/2012, po powrocie do Chelsea, wywalczył miejsce w podstawowym składzie londyńskiej drużyny i regularnie zdobywał gole (m.in. dwa w wygranym 5:1 pojedynku z Boltonem). Po objęciu zespołu przez Roberto Di Matteo w marcu 2012 roku, Sturridge ponownie stał się rezerwowym. W 2012 roku wraz ze swoim klubem wywalczył puchar Anglii – w finałowym meczu z Liverpoolem nie wystąpił, lecz w spotkaniu wcześniejszej fazy z Birmingham City strzelił bramkę, która doprowadziła do remisu, a co za tym idzie do powtórzenia pojedynku. Ponadto z Chelsea wygrał rozgrywki Ligi Mistrzów – w finałowym meczu z Bayernem Monachium (1:1, k. 4:3) jednak nie zagrał.
2 stycznia 2013 roku podpisał kontrakt z Liverpoolem. 6 stycznia miał miejsce jego debiut w barwach The Reds i po siedmiu minutach gry trafił do siatki w meczu Pucharu Anglii z Mansfield Town. Tydzień później, wchodząc w przerwie z ławki rezerwowych, zadebiutował w rozgrywkach ligowych, w barwach Liverpoolu, strzelając kontaktowego gola w 75 minucie przegranego 2:1 meczu z Manchester United. 12 maja 2013 roku zanotował pierwszego hat-tricka w barwach klubu, w wygranym 3:1 wyjazdowym meczu z Fulham.
21 sierpnia 2019 roku podpisał trzyletni kontrakt z tureckim klubem Trabzonspor.
1 stycznia 2024 oficjalnie zakończył piłkarską karierę.

## Kariera reprezentacyjna
W 2008 roku wraz z reprezentacją do lat 19 uczestniczył w mistrzostwach Europy w Czechach, w których strzelił gola w ostatnim meczu grupowym z Grecją, przyczyniając się do zwycięstwa 3:0. Trzy lata później (2011) wystąpił w mistrzostwach Europy U-21 w Danii – został wybrany do „drużyny gwiazd” turnieju.
15 listopada 2011 roku zadebiutował w seniorskiej reprezentacji Anglii w wygranym 1:0 meczu ze Szwecją, w którym w drugiej połowie zmienił Theo Walcotta. W maju 2012 znalazł się na liście rezerwowej zawodników powołanych przez selekcjonera Roya Hodgsona do kadry na mistrzostwa Europy w Polsce i na Ukrainie, jednak ostatecznie w turnieju nie zagrał.
Sturridge znalazł się natomiast w 18-osobowym składzie reprezentacji Wielkiej Brytanii na Igrzyska Olimpijskie w Londynie w 2012 roku; podczas turnieju strzelił dwie bramki. Jednakowoż w spotkaniu ćwierćfinałowym z Koreą Południową nie wykorzystał „jedenastki” w serii rzutów karnych, co zadecydowało o wyeliminowaniu drużyny gospodarzy z dalszego udziału w Igrzyskach.

## Statystyki kariery
Aktualne na dzień 26 lutego 2020 r.
| 2006/07            | Manchester City      | Premier League     | 2   | 0  | 0  | 0  | 0  | 0  | 0  | 0 | 2   | 0   |
| 2007/08            | Manchester City      | Premier League     | 3   | 1  | 1  | 1  | 0  | 0  | 0  | 0 | 4   | 2   |
| 2008/09            | Manchester City      | Premier League     | 16  | 4  | 1  | 0  | 1  | 0  | 8  | 0 | 26  | 4   |
| 2009/10            | Chelsea              | Premier League     | 13  | 1  | 4  | 4  | 1  | 0  | 2  | 0 | 20  | 5   |
| 2010/11            | Chelsea              | Premier League     | 13  | 0  | 1  | 2  | 1  | 0  | 5  | 2 | 21  | 4   |
| 2010/11            | Bolton (wyp.)        | Premier League     | 12  | 8  | 0  | 0  | 0  | 0  | –  | – | 12  | 8   |
| 2011/12            | Chelsea              | Premier League     | 30  | 11 | 4  | 1  | 2  | 1  | 7  | 0 | 43  | 13  |
| 2012/13            | Chelsea              | Premier League     | 7   | 1  | 0  | 0  | 1  | 1  | 3  | 0 | 12  | 2   |
| 2012/13            | Liverpool            | Premier League     | 14  | 10 | 2  | 1  | –  | –  | 0  | 0 | 16  | 11  |
| 2013/14            | Liverpool            | Premier League     | 29  | 21 | 2  | 1  | 2  | 2  | –  | – | 33  | 24  |
| 2014/15            | Liverpool            | Premier League     | 12  | 4  | 3  | 1  | 0  | 0  | 2  | 0 | 17  | 5   |
| 2015/16            | Liverpool            | Premier League     | 14  | 8  | 1  | 0  | 2  | 2  | 8  | 3 | 25  | 13  |
| 2016/17            | Liverpool            | Premier League     | 20  | 3  | 3  | 0  | 4  | 4  | –  | – | 27  | 7   |
| 2017/18            | Liverpool            | Premier League     | 9   | 2  | 0  | 0  | 0  | 0  | 5  | 1 | 14  | 3   |
| 2017/18            | West Bromwich (wyp.) | Premier League     | 6   | 0  | 0  | 0  | 0  | 0  | 0  | 0 | 6   | 0   |
| 2018/19            | Liverpool            | Premier League     | 18  | 2  | 1  | 0  | 1  | 1  | 7  | 1 | 27  | 4   |
| 2019/2020          | Trabzonspor          | Süper Lig          | 11  | 4  | 3  | 3  | 0  | 0  | 2  | 0 | 16  | 7   |
| 2021/2022          | Perth Glory FC       | A-League           | 6   | 0  | –  | –  | –  | –  | –  | – | 6   | 0   |
| Łącznie w karierze | Łącznie w karierze   | Łącznie w karierze | 235 | 80 | 26 | 14 | 15 | 11 | 49 | 7 | 327 | 122 |

## Życie prywatne
Pochodzi z piłkarskiej rodziny. Jego ojciec Michael grał w rezerwach Birmingham City. Ma też dwóch wujków, z których jeden, Dean, był napastnikiem w Derby County, a drugi, Simon, grał w Stoke City.

## Sukcesy

### Klubowe
Chelsea
- Mistrzostwo Anglii (1×): 2009/2010
- Puchar Anglii (2×): 2009/2010, 2011/2012
- Liga Mistrzów UEFA (1×): 2011/2012

Liverpool
- Liga Mistrzów UEFA: 2018/19
- Wicemistrzostwo Anglii (2×): 2013/2014, 2018/2019
- Finał Ligi Europy (1×): 2015/2016